# Locomotiva Victorian Railways classe B60
La locomotiva classe B60 è stata la prima locomotiva diesel-elettrica in servizio sulle ferrovie principali dello Stato di Victoria, in Australia. Il suo progetto deriva da quello delle locomotive "FT" della EMD-General Motors. Le locomotive vennero ordinate dalle Victorian Railways per sostituire la trazione a vapore dei propri treni passeggeri e merci.

## Storia

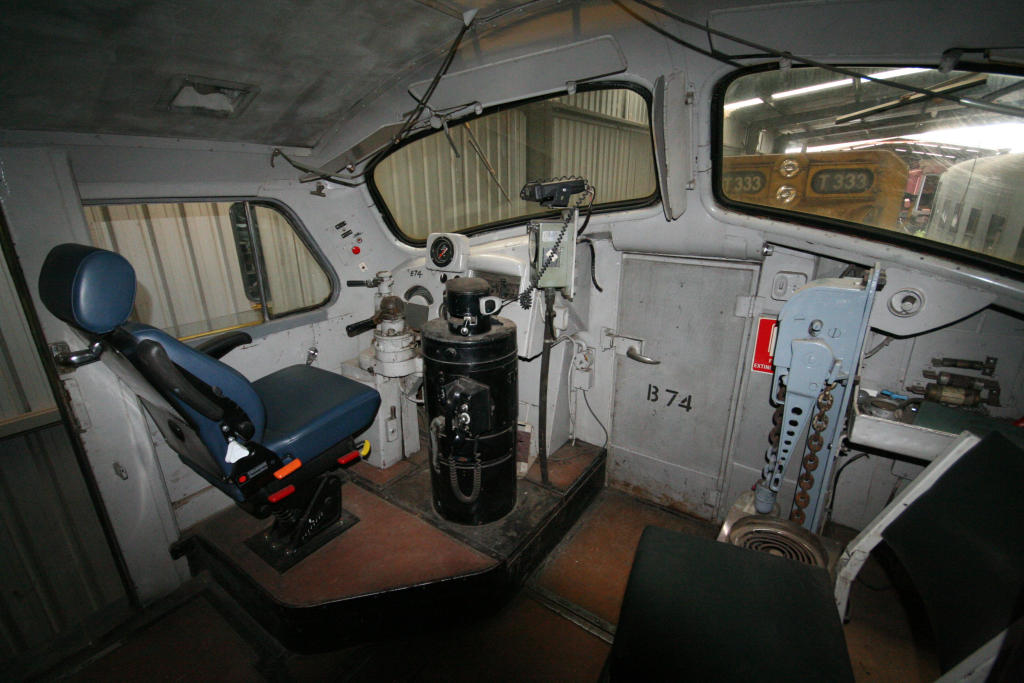
Cabina di guida della locomotiva preservata B74

Alla fine della seconda guerra mondiale le Victorian Railways cercarono di trovare il modo di uscire dalla crisi in cui erano entrate già a partire dalla Grande depressione e da cui non si erano riprese sia a causa degli scarsi investimenti che del sovrautilizzo del tempo di guerra. Di fronte all'alternativa costosa di una elettrificazione delle proprie linee trovarono interessante la proposta della Electro-Motive Division di La Grange (Illinois) di un nuovo modello di locomotiva, derivato dalla già collaudatissima serie Diesel-elettrica "F", che venendo incontro alle esigenze della compagnia australiana venne proposto in versione a sei assi motori (Co'Co') per non superare il massimo carico per asse ammissibile sulla rete ferroviaria. Nel 1949 la Clyde Engineering intraprese accordi con la EMD per costruire le locomotive localmente aggirando così le prescrizioni del governo che non permettevano acquisizioni di materiale rotabile in così grande quantità da referenti che non facessero parte del Commonwealth. Nel 1951 l'accordo era stato fatto e la prima locomotiva venne consegnata all'esercizio il 14 luglio 1952.
Le 26 unità consegnate presero in carico la trazione di tutti i treni passeggeri e treni merci importanti riducendo sostanzialmente le percorrenze precedenti delle locomotive a vapore che man mano vennero avviate alla demolizione.
A partire dalla fine degli anni settanta in seguito all'acquisto di nuove locomotive per passeggeri e per merci le locomotive B60 venne gradualmente ritirate dal servizio e alcune vennero demolite intorno al 1982. Sei locomotive vennero vendute alla West Coast Railway all'inizio degli anni novanta per il servizio passeggeri sulla propria linea ferroviaria Melbourne-Warrnambool; si trattava delle locomotive B61, B64, B65, B75, B76 e B80.

## Accantonamento, ricostruzione e preservazione

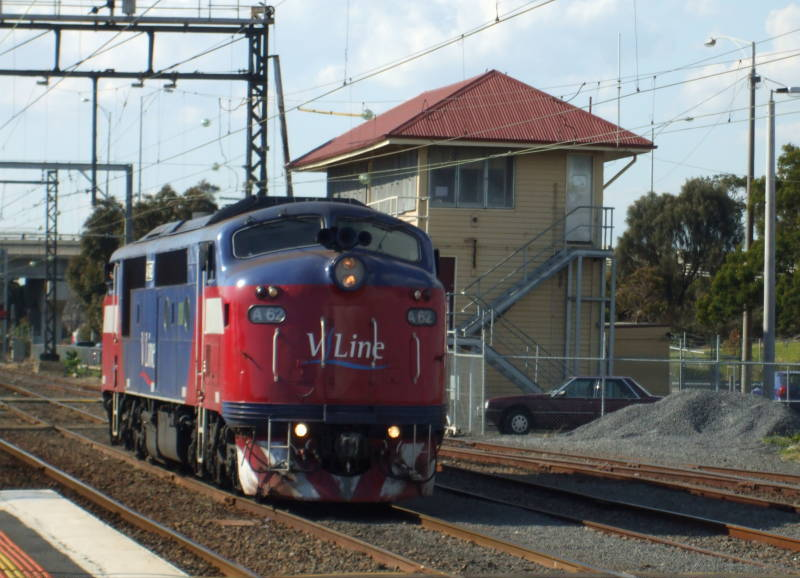
Locomotiva A62 in manovra: ricostruzione della B62

Dopo un lungo servizio, durante il corso del rinnovamento delle ferrovie australiane, fu deciso di procedere alla ricostruzione con equipaggiamento di trazione più moderno delle locomotive ancora efficienti. Nel gennaio del 1983 venne dato l'incarico alla stessa Clyde Engineering di Granville; la prima unità entrò in servizio nel maggio 1984. Oggetto della trasformazione furono le unità del gruppo B n.60, 62, 66, 70, 71, 73, 77, 78, 79, 81 e 85 che mantennero lo stesso numero di immatricolazione ma cambiarono classificazione di gruppo divenendo "classe A". Nella metà del 1985 tuttavia il progetto venne abbandonato in quanto eccessivamente costoso ma anche perché si riscontrava un cattivo stato della struttura complessiva di molti rotabili. L'undicesima unità trasformata fu l'ultima della serie e fu consegnata nell'agosto del 1985. Nello stesso periodo furono avviate alla rottamazione le unità B67, B68, B69, B82 e B84.
Nel maggio 2004 il Victorian Department of Infrastructure emise una nota in cui disponeva il fermo delle macchine della classe B includendovi le unità vendute alla West Coast Railway a causa di lesioni o cedimenti strutturali. In seguito a ciò la West Coast Railway le accantonò nel 2004 rivendendole tuttavia alla Chicago Freight Car Leasing Australia; furono ricollocate, da quest'ultima, alla Southern Shorthaul Railroad.

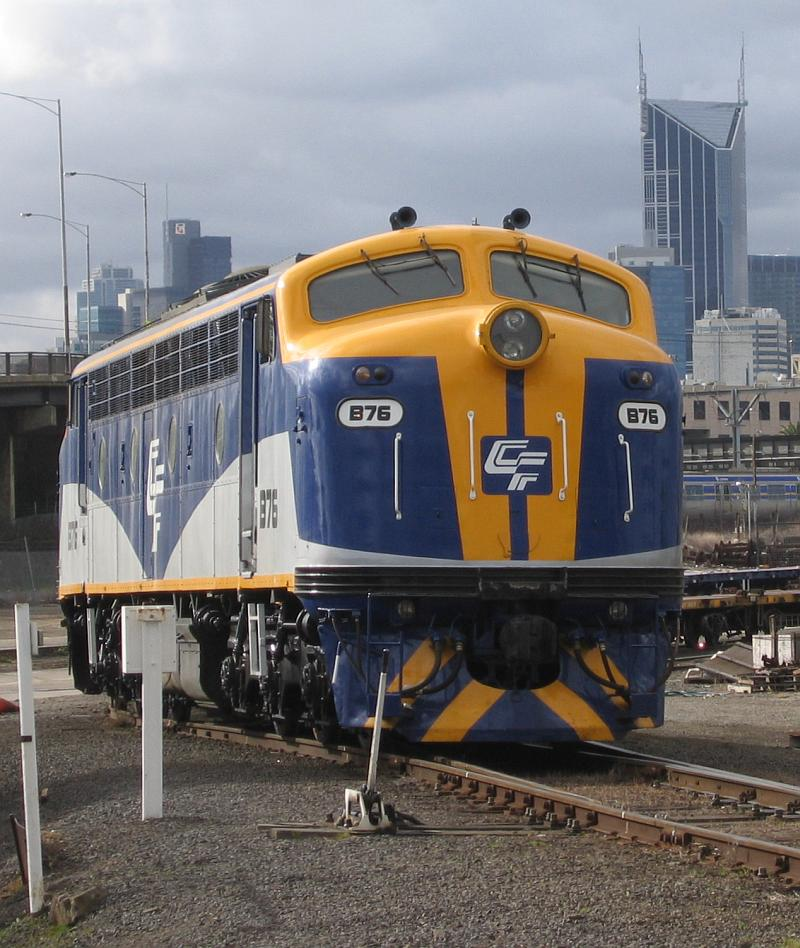
Locomotiva B76 della "Chicago Freight Car Leasing Australia"

L'unica unità in atto (al 2013) preservata in condizioni operative è la B74 del Seymour Railway Heritage Centre